# Forces Armades de Bòsnia i Hercegovina
Les Forces Armades de Bòsnia i Hercegovina (Oružane snage BiH, OSBiH) representen la força militar oficial de la República federal de Bòsnia i Hercegovina, estat europeu independent des de les Guerra dels Balcans de finals del segle xx.
Aquesta força militar va ser constituïda el 2005, i està integrada pels antics exèrcits bosni (Exèrcit de la República de Bòsnia i Hercegovina, ARBiH), bosniocroat (Consell de Defensa Croat, HVO) i serbobosni (Exèrcit de la República Sèrbia, VRS). N'és responsable el Ministeri de Defensa de Bòsnia i Hercegovina, fundat el 2004.
El servei militar obligatori va ser abolit a Bòsnia i Hercegovina l'1 de gener del 2006.
El 2005, una unitat de l'OSBiH es va desplegar en suport de les forces armades de la coalició dirigida pels Estats Units a Irak.